# The Sitter
The Sitter es una película de comedia del 2011 dirigida por David Gordon Green y producida por Michael De Luca. La película trata sobre un estudiante universitario muy flojo y desorganizado que, después de haber sido suspendido, es obligado por su madre a reemplazar a una niñera que se ha puesto enferma. Durante este tiempo, él toma sus cargos a lo largo de sus extensas aventuras criminales.
La película fue originalmente programada para ser lanzada en los cines el 5 de agosto de 2011, pero se pospuso para el 9 de diciembre de 2011.

## Argumento
Noah Griffith (Jonah Hill) es un estudiante universitario que ha sido suspendido y vive con su madre divorciada de su padre, abandona la universidad y regresa a casa. Entonces tendrá que cuidar de tres niños pequeños como favor para su madre. Tendrá que llevarse a esos "diablillos" cuando sale a buscar droga para su novia. Desde ese momento se meterá en mil y un problemas más. Los niños son: el hijo mayor de los Pedulla, neurótico y con dudas sobre su sexualidad, Slater Pedulla (Max Records); la niña más pequeña y salvaje de los Pedulla, obsesionada por la cultura pop y las fiestas, Blithe Pedulla (Landry Bender) y el pirómano y rebelde hijo adoptivo, Rodrigo Pedulla (Kevin Hernández).

## Reparto
- Jonah Hill - Noah Griffith, un estudiante universitario en suspensión y el protagonista.
- Ari Graynor - Marisa Lewis, amiga de Noah con beneficios.
- Sam Rockwell - Karl, un capo de la droga y el antagonista principal.
- J. B. Smoove - Julio, la mano derecha de Karl.
- Method Man - Jacolby
- Max Records - Slater Pedulla, neurótico hijo mayor de los Pedulla.
- Landry Bender - Blithe Pedulla, la hija pequeña amante de las fiestas de los Pedulla.
- Kevin Hernández - Rodrigo Pedulla, hijo adoptivo del salvador que está obsesionado con explosivos.
- Sean Patrick Doyle - Garv
- Kylie Bunbury - Roxanne, compañero de universidad de Noah que estaba enamorada de él.
- Erin Daniels - La señora Pedulla, madre de Slater, Blithe y Rodrigo y esposa del doctor Pedulla.
- D. W. Moffett - Doctor Pedulla, infiel marido de la señora Pedulla y padre de Slater, Blithe y Rodrigo.
- Jessica Hecht - Alexandra "Sandy" Griffith, mama de Noah y exesposa de Bruce.
- Bruce Altman - Bruce Griffith, papa de Noah y exesposo de Sandy.
- Alex Wolff - Clayton, amigo de Slater pero dejan de ser amigos al final.

## Recepción
The Sitter ha recibido críticas negativas de la mayoría de los críticos. Actualmente posee una calificación de 23% en Rotten Tomatoes basada en 101 comentarios, con una calificación promedio de 4.3/10. Los estados de consenso: "Con su trama reciclada, gags equivocados, y una actuación al estilo de Jonah Hill, The Sitter se suma a otra entrada decepcionante del director David Gordon Green."

## DVD y Blu-ray
The Sitter fue lanzada en DVD y Blu-ray el 20 de marzo de 2012.

## Premios y nominaciones
Golden Trailer Awards
- Mejor Comedia TV Spot: Nominado